# Stanisław Banaś
Stanisław Banaś (ur. 29 października 1954 w Krakowie) – polski aktor teatralny i filmowy, asystent reżysera i reżyser teatralny, także dyrektor Fundacji Ukryte Skrzydła w Krakowie. Absolwent Wydziału Aktorskiego (1980) oraz Wydziału Reżyserii Dramatu PWST w Krakowie (1990, dyplom 1997).

## Teatr
W latach 1980–1983 był aktorem Teatru im. Wojciecha Bogusławskiego w Kaliszu, a następnie wieloletnim aktorem Teatru im. Juliusza Słowackiego w Krakowie w Krakowie (1983-2000).
Od 2008 pracuje na stanowisku dyrektora Fundacji Teatru Ludowego, obecnie Fundacja Ukryte Skrzydła.

### Spektakle teatralne

#### Role
PWST w Krakowie
- 1980 – Poskromienie złośnicy jako Paź; Curtis (reż. Anna Polony)

Teatr im. W. Bogusławskiego w Kaliszu
- 1980 – Nowe szaty króla jako Franek (reż. Bogdan Tosza)
- 1980 – Proces (reż. Romana Próchnicka)
- 1981 – Dopóki nam ziemia kręci się jako Artysta (reż. Bogdan Michalik)
- 1981 – Cień jako Kapral straży królewskiej (reż. R. Próchnicka)
- 1981 – Co jest za tym murem? jako Celebrak (reż. B. Tosza)
- 1981 – Romeo i Julia jako Benvolio (reż. Jacek Pazdro)
- 1981 – Baśń jesienna jako Kacper (reż. Rudolf Zioło)
- 1982 – Fircyk w zalotach jako Świstak (reż. Jacek Pacocha)
- 1982 – Wesele jako Kasper (reż. R. Próchnicka)
- 1982 – Czarodziejskie krzesiwo jako Żołnierz (reż. J. Pazdro)
- 1982 – Szczęśliwe wydarzenie jako Niemowlak (reż. Roman Kordziński)
- 1983 – Ballada i sonet jako Makabr (reż. R. Kordziński)
- 1983 – Zwolon jako Strażny; Sierżant; Stylec (reż. J. Pacocha)
- 1983 – Rewizor jako Piotr Iwanowicz Dobczyński (reż. R. Kordziński)

Teatr im. J. Słowackiego w Krakowie
- 1984 – O dwóch takich, co ukradli księżyc jako Jacek (reż. Marek Kmieciński)
- 1984 – Wesele jako Staszek (reż. Mikołaj Grabowski)
- 1985 – Mały bies jako Władzio (reż. R. Zioło)
- 1985 – Oni jako Baron Ruprecht Baehrenklotz (reż. R. Zioło)
- 1986 – Legion jako Kassjus (reż. Andrzej Maria Marczewski)
- 1987 – Bruno jako Subiekt (reż. Jacek Andrucki)
- 1988 – Wstań, córko, idź... jako Szczepan (reż. Jan Błeszyński)
- 1989 – Przedstawienie Hamleta we wsi Głucha Dolna jako Chłop (reż. Krzysztof Rościszewski)
- 1989 – Bal manekinów jako Manekin bez nóg (reż. Grzegorz Warchoł)
- 1990 – Burza jako Żeniec (reż. Jerzy Goliński)
- 1991 – Obóz wszystkich świętych jako Szofer Gawron; Bauer (reż. M. Grabowski)
- 1991 – Dzika kaczka jako Molvik (reż. Julia Wernio)
- 1992 – Śnieżyca jako Idryga (reż. Zygmunt Konieczny)
- 1992 – Wyzwolenie jako Przewodnik (reż. Maciej Prus)
- 1994 – Wesele (aut. Elias Canetti) jako Dyrektor Schon (reż. Bogdan Hussakowski)
- 1996 – Wieczór Trzech Króli jako sir Andrzej Chudogęba (reż. M. Prus)
- 1997 – Obywatel Pekoś jako Milicjant II (reż. M. Grabowski)
- 1999 – Godzina, w której nie... (reż. Piotr Cieślak)

Teatr Telewizji
- 1996 – Bal błaznów jako Lejtnant (reż. Waldemar Krzystek)
- 1997 – Listopad (reż. M. Grabowski)

#### Asystent reżysera
PWST w Krakowie
- 1980 – Poskromienie złośnicy (reż. A.Polony)

Teatr im. Bogusławskiego w Kaliszu
- 1983 – Rewizor (reż. R. Kordziński)

 Teatr im. J. Słowackiego
- 1985 – Mały bies (reż. R. Zioło)
- 1985 – Oni (reż. R. Zioło)
- 1986 – Legion (reż. A.M. Marczewski)

#### Reżyseria
Teatr im. W. Bogusławskiego w Kaliszu
- 1997 – Balladyna

Tarnowski Teatr im. L. Solskiego w Tarnowie
- 1998 – Antygona w Nowym Jorku

Krakowski Teatr Scena STU
- 2000 – Ich czworo
- Teatr Ludowy w Krakowie
- 2011 – Konfident

## Filmografia
- 1994 – Śmierć jak kromka chleba (reż. Kazimierz Kutz)
- 1996 – Gry uliczne jako Koral, były pracownik SB (reż. Krzysztof Krauze)
- 1998 – Złote runo (reż. Janusz Kondratiuk)
- 2000 – Duże zwierzę jako Komendant straży (reż. Jerzy Stuhr)
- 2004 – Pierwsza miłość jako Zygmunt, przyjaciel Piotra Kulczyckiego, ojca Artura (reż. różni)
- 2005 – Szanse finanse jako Jurek Lipiński (reż. Łukasz Rybarski)
- 2008 – Glina jako Murek, były major SB (odc. 22)
- 2010 – Święty interes jako Zalewicz (reż. Maciej Wojtyszko)
- 2010 – Mała matura 1947 jako cywil (reż. Janusz Majewski)
- 2013 – Pod Mocnym Aniołem jako hydraulik (reż. Wojciech Smarzowski)